# Leonard Abrams
Leonard Abrams (19 de diciembre de 1954-1 de abril de 2023) fue un periodista estadounidense y fundador de East Village Eye.

## Primeros años y educación
Abrams nació el 19 de diciembre de 1954 en Brooklyn, Nueva York. Su padre era peletero y luego corredor de bolsa. Su madre era ejecutiva bancaria.
Abrams estudió literatura en la Universidad de Fordham.

## Carrera
En 1976, se mudó a East Village y comenzó a trabajar como mensajero en bicicleta. En mayo de 1979, se publicó la primera edición de East Village Eye, con Abrams acreditado como editor en jefe. Cubrió temas como el surgimiento del punk rock, el hip hop y la moda, así como el floreciente arte y la vida nocturna que se centraron en el vecindario de East Village durante la década de 1980. La revista cultural estuvo en circulación desde mayo de 1979 hasta enero de 1987. La revista tuvo un total de 72 números. The Eye fue más influyente a principios de la década de 1980, llenando un vacío después del cierre del SoHo Weekly News en 1982 y antes del surgimiento de la revista Details. Se dice que el Eye es la primera publicación en imprimir una definición completa de hip hop en una entrevista en la edición de enero de 1982. En la entrevista del escritor Michael Holman con Afrika Bambaataa, el término se resumió como «la etiqueta que incluye todo para la subcultura callejera de rapear, romper, escribir grafitis y vestir a la moda».
Abrams cerró el periódico después de estar estresado por el extenso trabajo de administrarlo, la falta de dinero que generaba el periódico y la dinámica cambiante del área causada por la gentrificación que obligó a artistas a abandonarlo.
En 1987, supervisó Hotel Amazon, una fiesta de hip-hop regular del Lower East Side que presentaba actos como Public Enemy, De La Soul, Queen Latifah y A Tribe Called Quest.
En 2008, escribió y dirigió el documental Quilombo Country que cuenta la historia de pueblos en Brasil fundados por esclavos fugitivos.
En su vida posterior, Abrams tenía un negocio de importación de artículos religiosos mexicanos.
En 2023, Abrams vendió el archivo del East Village Eye a la Biblioteca Pública de Nueva York.

## Fallecimiento
El 1 de abril de 2023, Abrams murió de un ataque al corazón mientras estaba en una parada de descanso en la autopista de peaje de Nueva Jersey mientras regresaba a Queens de un viaje de negocios. Tenía 68 años.